# Срібна Біблія

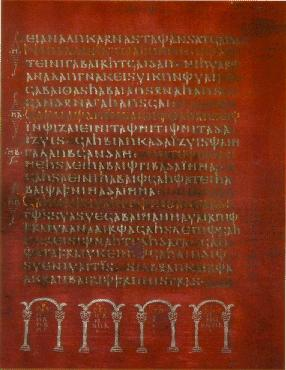
Перша сторінка Срібного кодексу, внизу схематично позначено Гармонію чотирьох Євангелій; колони та арки, що прикрашають Гармонію, виконані в дороманському стилі

Срі́бна Бі́блія або Срі́бний ко́декс (лат. Codex Argenteus) — готичний новозавітний рукопис, виданий у VI столітті та написаний срібним чорнилом на пергаменті, просоченому фіолетовим кольором, один з рукописів Великих кодексів Біблійних, містить текст чотирьох Євангелій готською мовою. Для видання кодексу був використаний переклад єпископа Ульфіли. Зберігається рукопис в бібліотеці Уппсальський університет, і одна сторінка — в Шпаєрі.
Відома історія кодексу починається з XVI століття, але його більш рання історія та місце походження є предметом міркувань та спекуляцій, а при спробі відтворити ранню історію кодексу було створено кілька гіпотез.
Це найдавніший германський текст і один з найцінніших рукописів у світі. У 2011 році він був внесений до списку об'єктів спадщини документальної програми ЮНЕСКО «Пам'ять світу». Кодекс цитується в критичних виданнях новозавітного тексту. Критичними виданнями називають спроби відтворити оригінальний текст Біблії. Тексти цього кодексу друкувалися багато разів, деякі видання призначалися для філологів, інші — для текстових критиків, треті — для палеографів.

## Опис

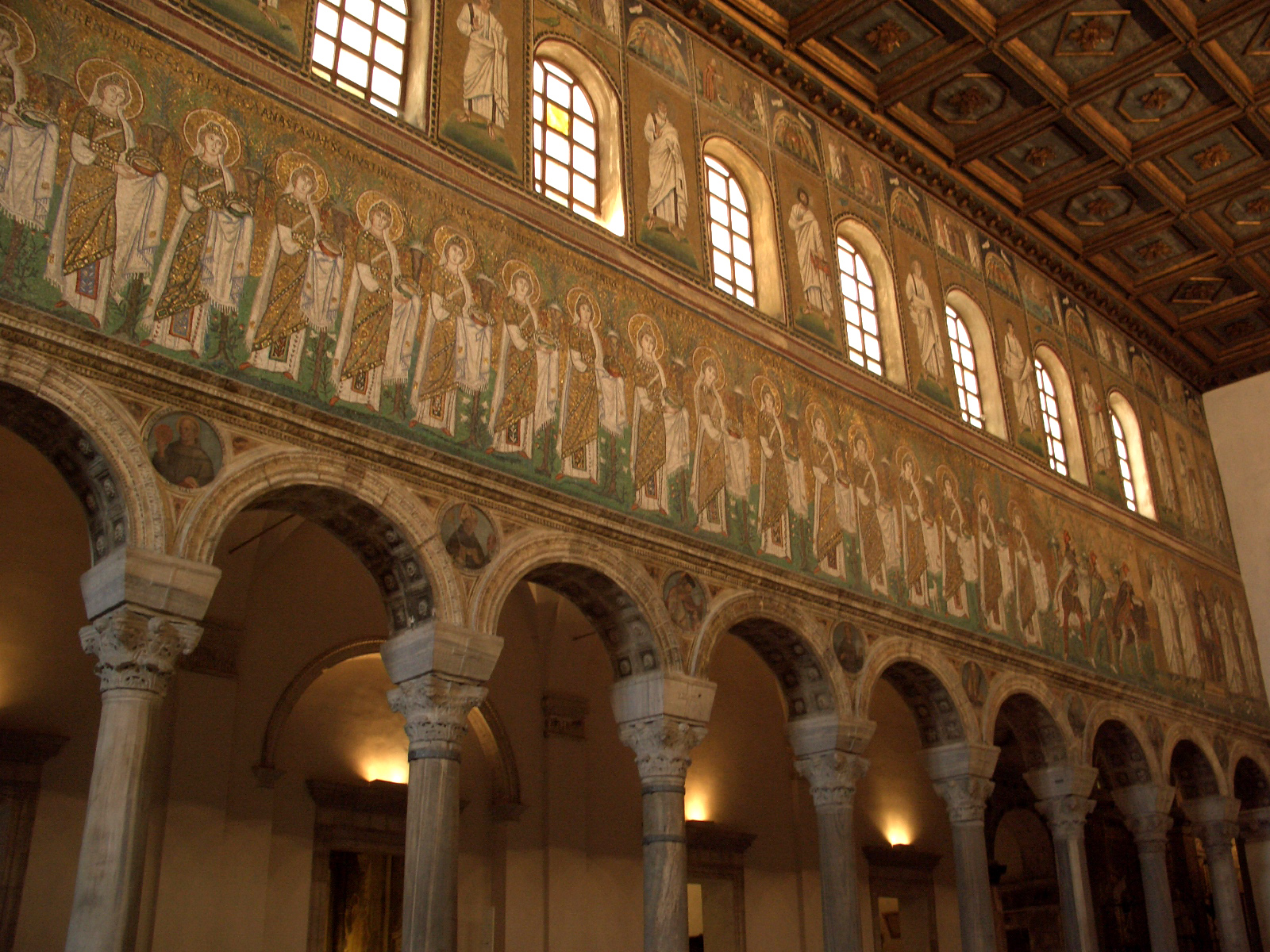
Колони та арки Базиліки Сант-Аполлінаре Нуово в Равенні нагадують орнаменти Гармонії чотирьох Євангелій кодексу

Спочатку в кодексі було 336 пергаментних сторінок, з яких до наших днів збереглися лише 188. Цей пергамент мав форму прямокутного листа, розміри якого — 25 на 19,5 сантиметрів, виняток — сторінка, знайдена в Шпаєрі, яка на 2 сантиметри ширша. Пергамент дуже тонкий і тому довго вважалося, що для цього використовувалась шкіра молодих або навіть ненароджених телят, але останні дослідження показують, що це, можливо, шкіра новонароджених козенят. Текст написаний срібними і золотими літерами на просоченому фіолетовим кольором пергаменті. Фіолетовий колір одержували, зазвичай, з морських молюсків або з рослинних барвників. Букви мають настільки регулярне й геометричне написання, що є гіпотеза, що вони були відбиті шрифтом. В деяких місцях на полях подаються текстові варіанти інших рукописів, а срібло вже потемніло і окислилось на даний час. У тексті Євангелія від Івана та Марка було використано більше срібла, ніж в Євангеліях від Матвія та Луки. Це срібло також має інше походження.
Тексти Євангелій розташовані відповідно до західного порядку: від Матвія, Івана, Луки, Марка, а також розділені відповідно до розділів Аммонія (немає посилання на канони Євсевія). У нижній частині сторінок на полях розміщена Гармонія чотирьох Євангелій, що являє собою паралельні стовпці з чотирьох Євангелій, складені в чотири колонки. Гармонію прикрашають арки та колони, що нагадують арки та колони Теодорицької базиліки Сант-Аполлінаре Нуово в Равенні.
Кодекс містить такі уривки:

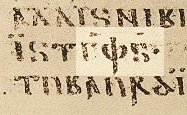
Уривок з факсимільного видання 1927 р. (від Матв. 5:34); слово «Бог», написане абревіатурою

- Євангеліє від Матвія: 5:15-48; 6:1-32; 7:12-29; 8:1-34; 9:1-38; 10:1, 23-42; 11:1-25; 26:70-75; 27:1-19, 42-66.
- Євангеліє від Івана: 5:45–47; 6:1-71; 7:1-53; 8:12-59; 9:1-41; 10:1-42; 11:1-47; 12:1-49; 13:11-38; 14:1-31; 15:1-27; 16:1-33; 27:1-26; 28:1-40; 29:1-13.
- Євангеліє від Луки: 1:1-80; 2:2-52; 3:1-38; 4:1-44; 5:1-39; 6:1-49; 7:1-50; 8:1-56; 9:1-62; 10:1-30; 14:9-35; 15:1-32; 16:1-24; 17:3-37; 18:1-43; 19:1-48; 20:1-47.
- Євангеліє від Марка: 1:1-45; 2:1-28; 3:1-35; 4:1-41; 5:1-5, 5-43; 6:1-56; 7:1-37; 8:1-38; 9:1-50; 10:1-52; 11:1-33; 12:1-38; 13:16-29; 14:4-72; 15:1-47; 16:1-12 (+ 16:13-20).

Усі дослідники цього твору погоджуються, що цей кодекс по суті представляє собою візантійську текстову традицію. Відповідає текстовій родині, представленій грецькими новозавітними рукописами E, F, G і H, S, U, V (тобто сімейством E, назва родини походить від сигли, що означає провідний представник родини, ним є Базельський кодекс). У ньому є окремі частини західного типу тексту. Фрідріхсен Джордж Вашингтон Солсбері проаналізував 157 варіантів Євангелія від Луки, і лише 16 з них відповідали стандартному візантійському тексту, 68 відповідали довізантійським типам тексту, 32 варіанти не залежали від будь-якого з основних текстів, але знайшли підтвердження, зокрема, у новозавітніх кодексах. Фрідріхсен також подає, як приклад варіантів зі слабким підтвердженням в грецьких рукописах, текст Євангелія від Івана 16:21 та від Луки 5:28; 18:7; 19:22, але ці варіанти не цитуються в критичних виданнях Грецького Нового Завіту.
Кодекс містить більш змістовне закінчення Євангелія від Марка, але не містить тексту перикопи «Христос та грішниця».
Срібна Біблія — найважливіше джерело готської мови та неоціненна допомога для лінгвістів, які вивчають історію германських мов. Вона є одним з найцінніших рукописів у світі, а також вважається найціннішим рукописом, що зберігається у Швеції.
Кодекс цитується у наукових виданнях грецького тексту Нового Завіту. Видання «Nestle-Alanda» цитує його через посередництво другого видання Вільгельма Стрейтберга «Die gotische Bibel». А у критичному апараті він позначений за допомогою сигли got або goth.

## Історія

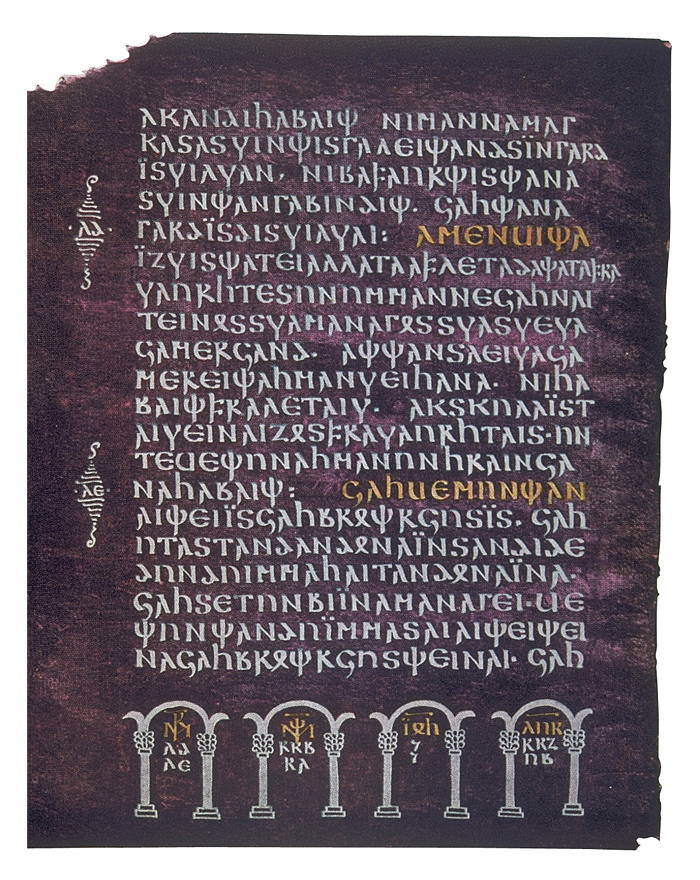
Сторінка кодексу з текстом від Марка 3:27-32

### Відома історія кодексу
Срібна Біблія не згадується в жодних каталогах чи списках книг протягом більше тисячі років своєї історії, бо документована історія Срібного кодексу починається з 16 століття.
Кодекс був відкритий в середині XVI століття в монастирі бенедиктинців у Вердені (сьогодні південний район Ессену), тоді було виявлено 187 сторінок. Тоді секретар кардинала Гранвелля Антоній Морайон побачив рукопис у бібліотеці монастиря і переписав молитву Господню та деякі інші частини, які згодом були опубліковані, як і інші вірші. Перші опубліковані згадки про кодекс датуються 1569 роком. Йоганнес Горопій Беканус у своєму творі «Origines Antwerpianae» переписав Господню молитву та уривки з Євангелія від Марка. Наступні перикопи виходять після 1597 року, їх автором є голландець Бонавентура Вулканій, в публікації якого вперше було використано назву «Срібна». Вулканій опублікував Ave Maria (Лк 1:28-42), Молитву Господню (Мт 6:9-13), Магніфікат (Лк 1:46-55) і Пісню Симеона (Лк 2:29-32). У 1602 році голландський епіграфіст Янус Грутер у своїй праці «Inscriptiones antique» послався на думку Арнольда Меркатора, сина видатного картографа Герхарда Меркатора, що у Вердені існує кодекс із текстом чотирьох Євангелій, написаний золотом та сріблом приблизно на 1000 років раніше.

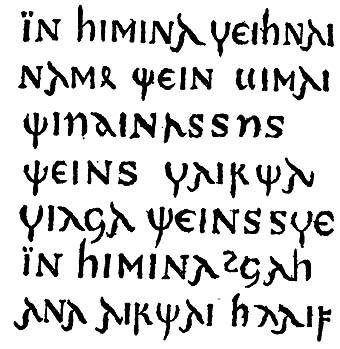
Фрагмент Господньої молитви, видання 1597 року

Імператор Рудольф II, який захоплювався предметами мистецтва та рукописами, заволодів рукописом ще до виходу публікації Грутера і перевіз його до Празького замку. В останній рік Тридцятилітньої війни шведи захопили Градчани та багато цінних скарбів, зокрема і Срібну Біблію, яку перевезли до Стокгольму як військову здобич. Кодекс став власністю шведської королеви Христини І, яка зреклася престолу в 1654 році, забрала свої улюблені рукописи і поїхала до Італії. Срібна Біблія залишилася в Швеції, оскільки правитель не цікавився готською мовою і недооцінював рукопис. Після від'їзду королеви фінансовий стан держави був дуже поганим, Христина І залишила після себе багато боргів, які були погашені цінностями із королівського маєтку. Одним із кредиторів був голландський бібліотекар королеви Ісаак Воссій. Йому заплатили рукописами, в тому числі був і Срібний кодекс, який він взяв до Нідерландів. Дядько Воссія, Франциск Юній, був філологом старогерманських мов і у 1665 році опублікував для широкого загалу текст кодексу.
Однак Воссій більше цікавився грецькими рукописами, ніж «варварськими», і вирішив продати його. У 1662 році шведський аристократ Магнус Габріель Де ла Гарді придбав кодекс у Воссія за 500 ріксдалерів. Під час угоди конкурентом була королева Кристина І, яка намагалася придбати кодекс через посередника, бажаючи експортувати його до Риму. Під час зворотної подорожі до Швеції корабель з кодексом на борту зазнав корабельної катастрофи поруч з одним з островів в затоці Зейдерзе. Результатом цієї події ледь не стало те, що Срібна Біблія могла назавжди бути втраченою, якби її не вклали в герметичну дубову скриню. У вересні 1662 року кодекс був доправлений до Гетеборга на іншому кораблі. Граф Де Ла Гарді обрамив обкладинку рукопису у срібну оправу та у 1669 році передав її до бібліотеки Університету Уппсали, де вона і зберігається.
Після 1670 року невідомий фальсифікатор підчистив декілька літер у тексті та перезаписав нові (сріблом), внісши таким чином поправки до рукопису. Ці виправлення були спрямовані на підтримку теорії професора Улофа Рудбека про те, що Швеція — це колиска європейської цивілізації. Невідомо, хто зробив підробку.
У період з 1821 по 1834 рік було викрадено десять сторінок із текстом Євангелія від Марка. А у 1834 році, коли німецький учений Август Юлій Льобего співставляв та аналізував форми тексту Срібного кодексу у різних його збережених зв'язках у рамках текстової критики для публікації готичної Біблії, то і було виявлено нестачу цих сторінок. Бібліотека зберігала цей факт у таємниці протягом наступних кількох років. Але, коли Андерс Уппстрем, шведський філолог, почав готувати власне видання кодексу, то відсутність цих сторінок його особливо дратувала і факт викрадення став відомий у Швеції. Підозри про крадіжку впали на одного з британських вчених і це викликало відразу до всіх британських вчених, які приїжджали до Швеції. За місяць до смерті злодія у 1857 році Уппстрем оголосив, що втрачені сторінки рукопису були знайдені, а Самуель Прідо Трегелле, британський бібліотекар, текстовий критик і теолог, заявив, що всю цю історію з викраденням вигадав сам Уппстрем.
5 квітня 1995 року під час експозиції кодексу в Кароліні Редівіві була викрадена одна сторінка. Через місяць злодії сховали свою здобич у комірку для зберігання на Центральному вокзалі Стокгольма та повідомили поліцію. Цю сторінку було вилучено та відновлено у складі кодексу 5 травня 1995 року. Після цієї події приміщення, де знаходиться виставка рукопису, було перебудовано задля запобігання можливого наступного нападу злочинців.
Навесні 1998 року рукопис був підданий радіовуглецевому аналізу, який підтвердив, що він був створений у VI столітті, тому останньою найімовірнішою датою його написання є середина VI століття.
У 2010 році кодекс був повністю відцифрований. Того ж року він був номінований до пам'яток Програми ЮНЕСКО «Пам'ять світу». У обґрунтуванні значущості витвору мистецтва зазначається, що рукопис є не лише найважливішим свідком перекладу Ульфіли, а й містить найдовший збережений текст готською мовою і, крім архітектурних пам'яток північної Італії, є найвідомішою матеріальною пам'яткою готичної культури. У 2011 році кодекс був внесений ЮНЕСКО до списку об'єктів документальної спадщини «Пам'ять світу». Щороку експозицію Срібного кодексу переглядають понад сто тисяч людей.

### Сторінка зі Шпаєра

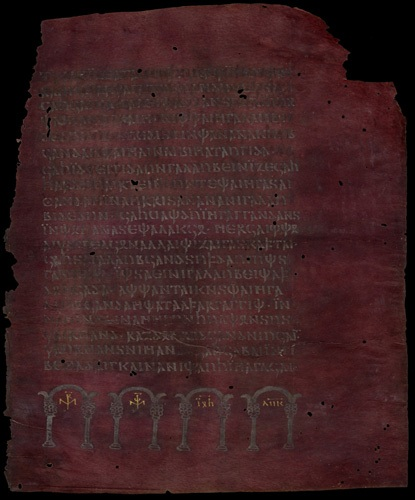
Шпаєрський фрагмент рукопису

Остання сторінка кодексу, номер 336, була знайдена в жовтні 1970 року в Шпаєрі Францом Хаффнером, та мала назву «Фрагмент зі Шпаєра» або «Сторінка Хаффнера». Це аркуш оригінального кодексу, що містить останні вірші Євангелія від Марка (Мк 16:12-20). Відкриття було зроблене Хаффнером у забутому сховищі мощей у соборі в Шпаєрі. Відтепер кодекс налічує 188 сторінок, але 148 сторінок все ще відсутні. Невідомо, куди зникла решта сторінок кодексу. Можливо, їх від'єднали від кодексу ще в Італії та використовували для інших цілей (як і інші готичні рукописи), а можливо, деякі сторінки були втрачені у Вердені назавжди, адже монастир, у якому зберігалася частина сторінок рукопису, був двічі знищений вогнем — у XII та XIII століттях.
Пергамент шпаєрського фрагменту рукопису був обгорнутий навколо шматка деревини завтовшки 23,1 см i запакований у пергаментну обкладинку із двома написами: philipp melanchthon та rotula grecis literis exarata. Написи свідчать про те, що ця сторінка була у власності Філіппа Меланхтона. Ця знайдена сторінка теж стала в пригоді задля реконструкції історії всього рукопису. Після її відкриття були зроблені нові правки щодо реконструкції ранньої історії рукопису.

### Реконструкція ранньої історії кодексу

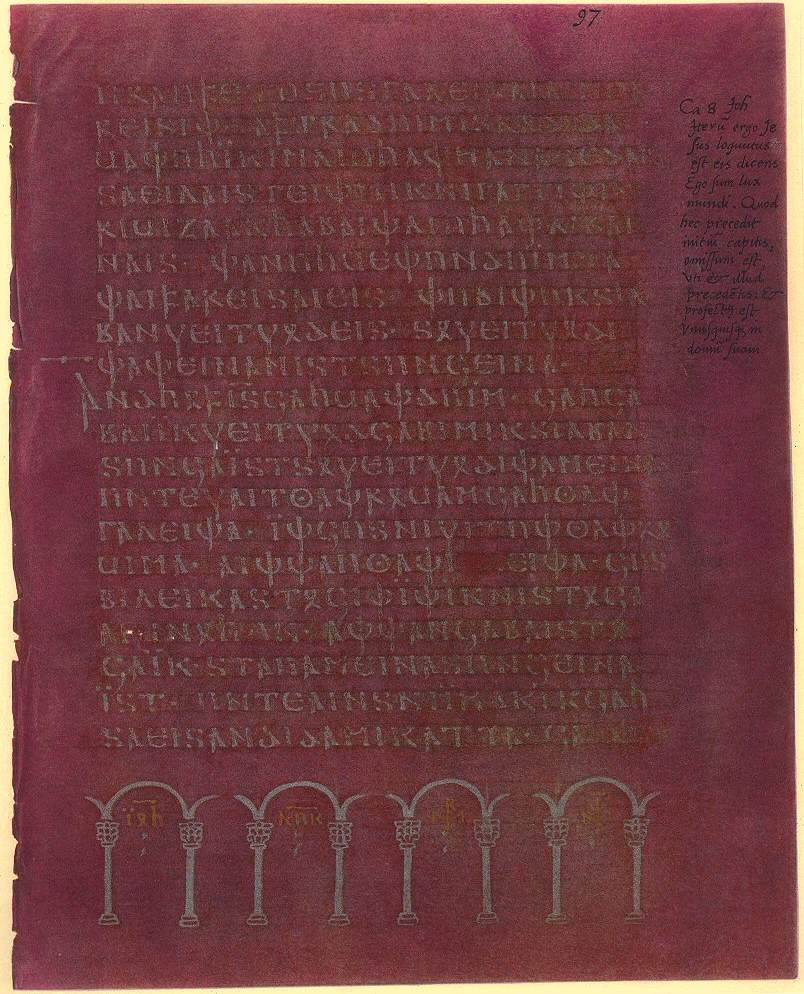
Євангеліє від Івана 8, відсутня перикопа «Ісус прощає перелюбницю»

У ХІХ столітті була поширена думка, що кодекс був створений на півночі Італії, в той час, коли регіоном правили остготи. Також було відмічено, що Канони Євсевія, які розташовані внизу кожної сторінки, мають подібні прикраси, як у латинському Codex Brixianus «Брешіанському кодексі», тобто — кодексу з Брешії (італ. Brescia, лат. Brixia), а арки та колони зображені у стилі дороманської [Архівовано 6 лютого 2020 у Wayback Machine.] (від лат. romanus — римська) архітектури. Codex Brixianus (в системі Beuronic позначений сиглою f або 10) — кодекс, що містить Євангеліє, датується VI століттям н. е. Рукопис, ймовірно, був створений також в Італії і текст був написаний срібним чорнилом на фіолетовому пергаменті, але представляє старовинний латинський текст.
Ці спостереження призводять до висновку, що Codex Brixianus — це латинська версія перекладу старої латини, яка, ймовірно, була джерелом готського перекладу Вульфілі. Те, що канони Євсевія, розташовані внизу кожної сторінки і мають подібні прикраси, як і у Срібного кодексу, робить очевидним взаємозв'язок кодексів Brixianus і Argenteus та вказує на те, що ці кодекси можуть бути копіями одного двомовного готико-латинського рукопису, причому Brixianus містить латинський текст та Argenteus — готський.
Джон Вордсворт та Генрі Джуліан Уайт, працюючи над підготовкою тексту Вульгати, дійшли висновку, що кодекс з Брешії передає текст, близький до того, який використовував Ієронім під час роботи над Вульгатою. З цієї причини у своєму виданні вони розмістили текст Брешіанського кодексу внизу, що спричинило інтерес критиків до цього твору. Саме Френсіс Кроуфорд Буркітт помітив текстову схожість латинського Брешіанського кодексу до готського Срібного кодексу. Він пояснив, що це результат незалежної редакції старого латинського тексту на основі грецького тексту, тоді як готичний текст був переглянутий та замінений або інтерпольований латинським текстом. Крім того, у введенні Брешіанського кодексу згадуються замітки на полях, яких саме і немає в Брешіанському, але вони є в Срібному кодексі. Ймовірно, що обидва кодекси були переписані з одного і того ж двомовного готико-латинського рукопису, крім того, у Брешіанський кодекс був скопійований латинський текст, тоді як в Срібний — готичний текст. Тому Буркітт не бачив потреби шукати тіснішого зв'язку між цими двома кодексами. Проте наступні дослідники відзначили подальші зв'язки у тому, що обидва є результатом однієї школи каліграфії.
Отто фон Фрізен у 1927 році стверджував, що кодекс міг бути створений у Равенні, в тому ж скрипторію, де він дійшов такого висновку в результаті порівняння Срібної Біблії із двома латинськими рукописами, які, ймовірно, виникли в Равенні. Один з них — так званий Рукопис Орозія, що містить твір Павла Орозія Adversus paganos (CLA том III, документ № 298). У примітці на сторінці 144 вказується, що рукопис підготував писар на ім'я Вілярік (confectus codex in statione magistri Viliaric antiquari). Крім того, Фрізен знайшов аркуш папірусу, який зберігається в Неаполі з 551 року, який підписаний якимось Вільярітом bokareis. Вілярік — є припущення, що це — латинська версія готського імені Вільяріт, а латинський antiquarius є еквівалентом готського bokareis і може означати писаря.
Порівнюючи з латинським кодексом Vindobonensis 847, Фрізен помітив схожість розташування на сторінці пунктуації та подібних орнаментів, що вказувало на наявні зв'язки між латинським Брешіанським та готським Срібним кодексом. Пробіли були позначені крапками в тих самих місцях, що вказує на те, що вони були скопійовані з колориметричних рукописів з однаковим поділом рядків тексту. Таким чином є ймовірність того, що Брешіанський та Срібний кодекси є копіями двомовного готико-латинського рукопису. Рукописи, що містить колометричний поділ тексту. Тим не менш, домінує переконання, що кодекс був створений саме у Брешії.
Одною з трьох версій реконструкції історії рукопису є теорія пізнього відокремлення (англ. the theory of the early separation), що означає, що «Сторінка Хаффнера» була вилучена з решти рукопису в ранньому Середньовіччі. Представники цієї теорії — П'єргізеппе Скарділлі в Італії та Ян-Улоф Тядер у Швеції. Тядер, професор латинської палеографії, підкріпив гіпотезу Фрізена додатковими аргументами — він вказав на схожість з іншими рукописами, які були створені на той час у Равенні. Витрати на оформлення, видання та впровадження кодексу, а також високий рівень мистецьких прикрас свідчать про те, що він був підготовлений для короля Острогота Теодоріха Великого (455—526 рр.) саме до його коронації. Рукопис має бути датований приблизно 520 роком, 526 рік трактується як terminus ante quem (з  латини закінчився раніше терміну). Тядер стверджує, що «Шпаєрський Фрагмент» був відокремлений від кодексу ще в VII або VIII столітті. Він вважав, що Срібна Біблія була відправлена на південь Італії до Формії як частина готичної королівської скарбниці під час падіння Готської імперії. Там «Сторінку Хаффнера» відокремили від решти рукопису і склали разом з мощами Святого Еразма.
Разом із мощами перший єпископ Людгер привіз кодекс до Вердену, до монастиря, який він заснував у 799 році. Після публікації Ян-Улоф почав схилятися до думки про те, що кодекс був створений у Равенні, так як зв'язок подій із часом був найбільш вірогідним. Про це свідчить той факт, що рукопис був підготовлений таким чином, щоб свідчити про владу, багатство та важливість правителя. Кодекс є також доказом імперських прагнень правителя (і архітектурних об'єктів, зведених Теодоріхом). Те, як кодекс потрапив з Равенна до Вердену, знову стало предметом гіпотез та спекуляцій.
Представником теорії пізнього відокремлення є Маргарет Андерссон-Шмітт у Швеції. На її думку, остання сторінка була надіслана в Майнц лише на початку XVI століття. Радіовуглецеві аналізи не підтвердили гіпотезу Андерссон-Шмітт, але і не спростували гіпотезу Яна-Улофа Тядера.
Ларс Ермодссон запропонував пояснення подіям, яке не надає значення поділу кодексу. На його думку, рукопис залишився в Равенні, коли приїхав Карл Великий. Правитель відвіз його та інші рукописи до Ахена, недалеко від Вердену.
Бібліотекар з Уппсали Ларс Мункхаммар вважав, що вперше кодекс був привезений у Віварій на півдні Італії. Пізніше бібліотеку з Віварію перевезли до Латеранської бібліотеки в Римі, звідки на початку дев'ятого століття в Кельн були відправлені деякі рукописи. За словами Мункхаммара, Срібний кодекс був включений до числа цих рукописів. Ще пізніше з Кельну кодекс був відправлений до Вердену.
Ще одне пояснення подій було запропоноване Рейнхартом Штаатсом у 2011 році. На його думку, у 1547 році Срібну Біблію єпископ Людгер перевіз до бенедиктинського абатства Вердену, де кодекс пробув недовгий час, а приблизно за 750 років до цього рукопис знаходився у монастирі в Гельмстеді. Обидва ці монастирі були засновані Людгером і є сестринськими монастирями. Основним доводом в аргументації Штаатса є той факт, що багато творів мистецтва, рукописи та цінні речі були перевезені з Гельмстедта до Вердену у 1547 році, тобто під час Шмалькальденської війни задля уникнення прогресивній реформації. Крім того, у тому ж 1547 році Меланхтон перебував у Гельмстедті.

### Текстові видання

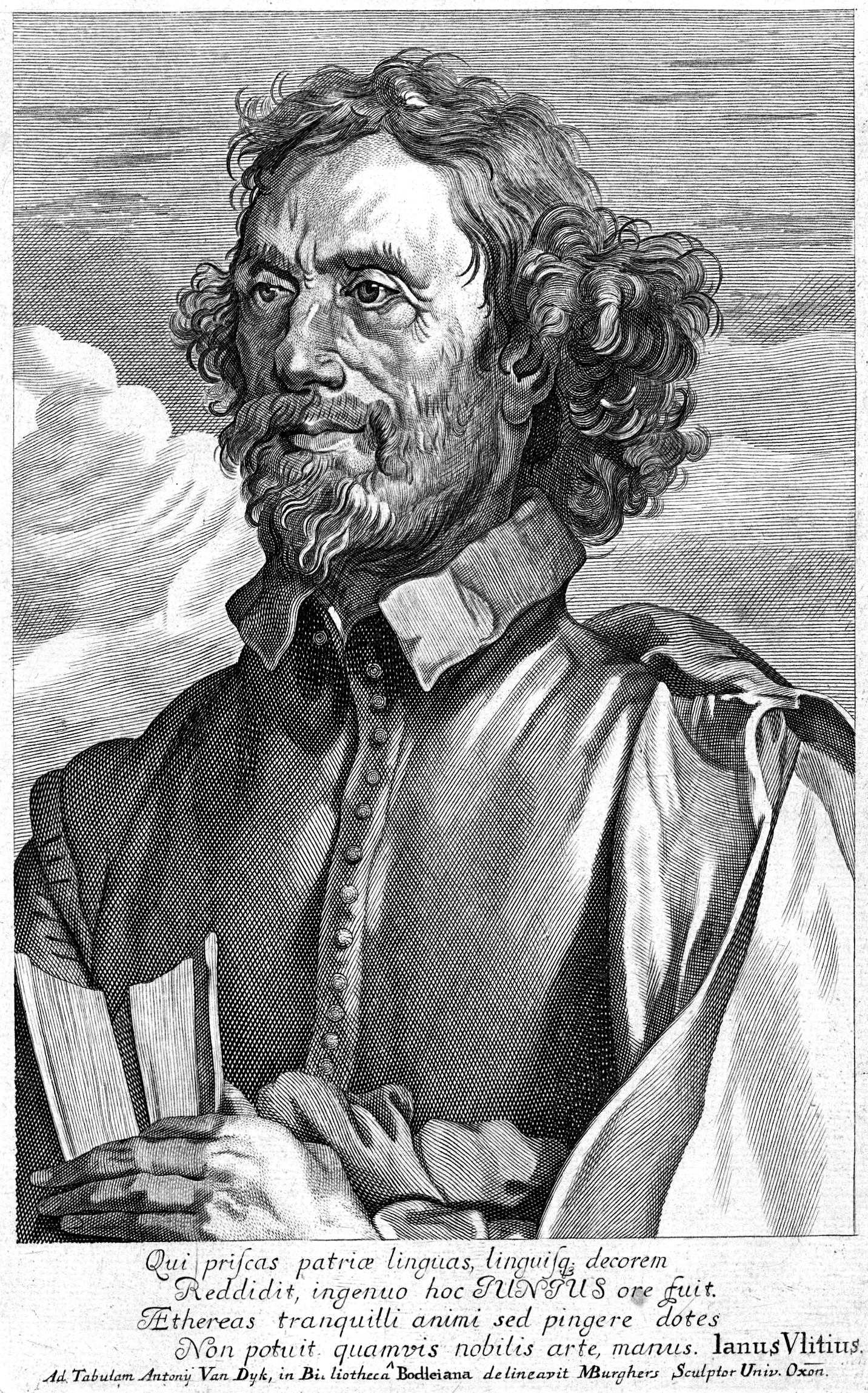
Франсуа Юніус, видавець кодексу editio princeps

Франциск Юній був першим, хто видав стенограму рукопису в 1665 році.

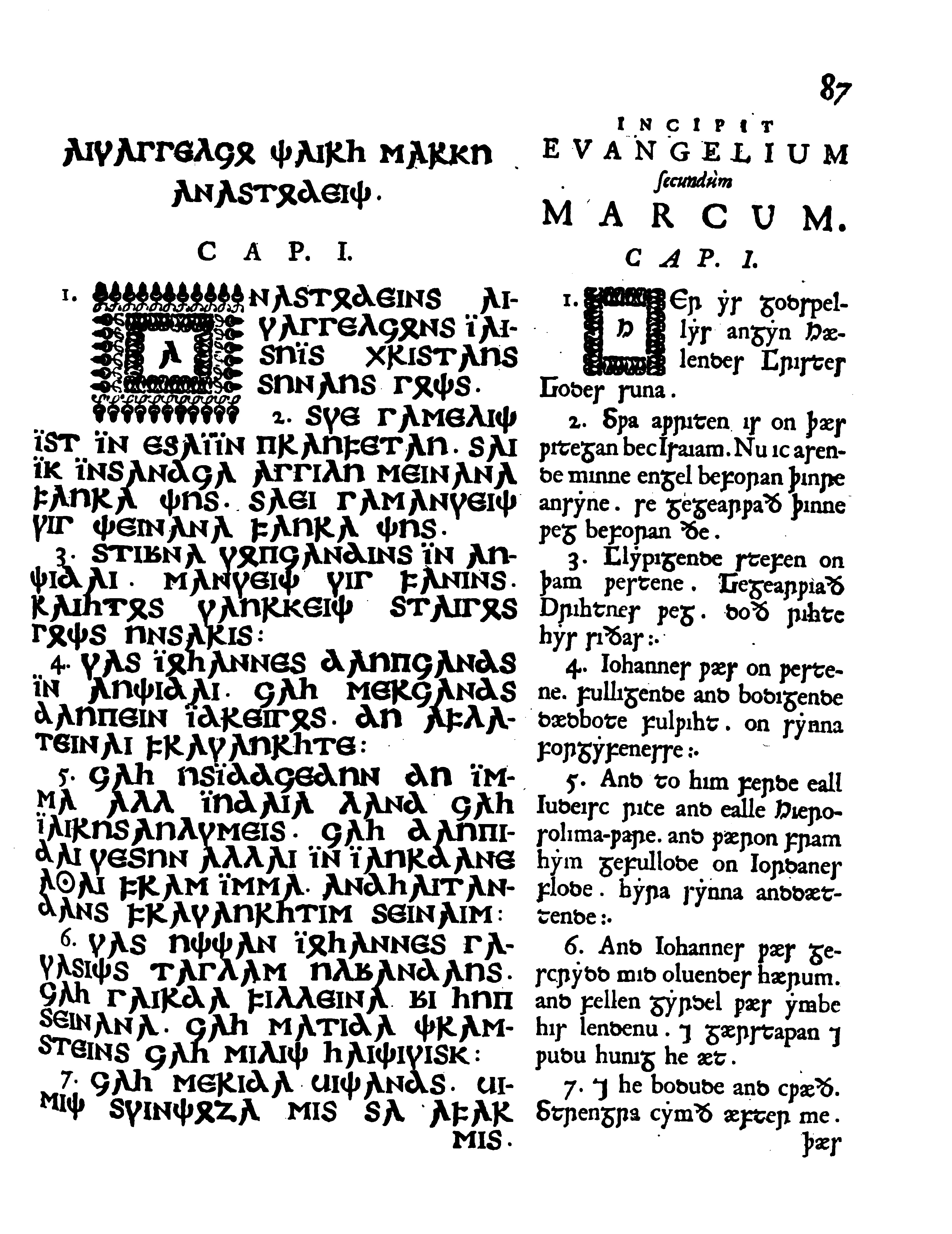
Факсимільне видання текстів Франсуа Юнія, готичний та англосаксонський текст (Мк 1:1-7)

Юній використав копію, зроблену невідомим Деррером.

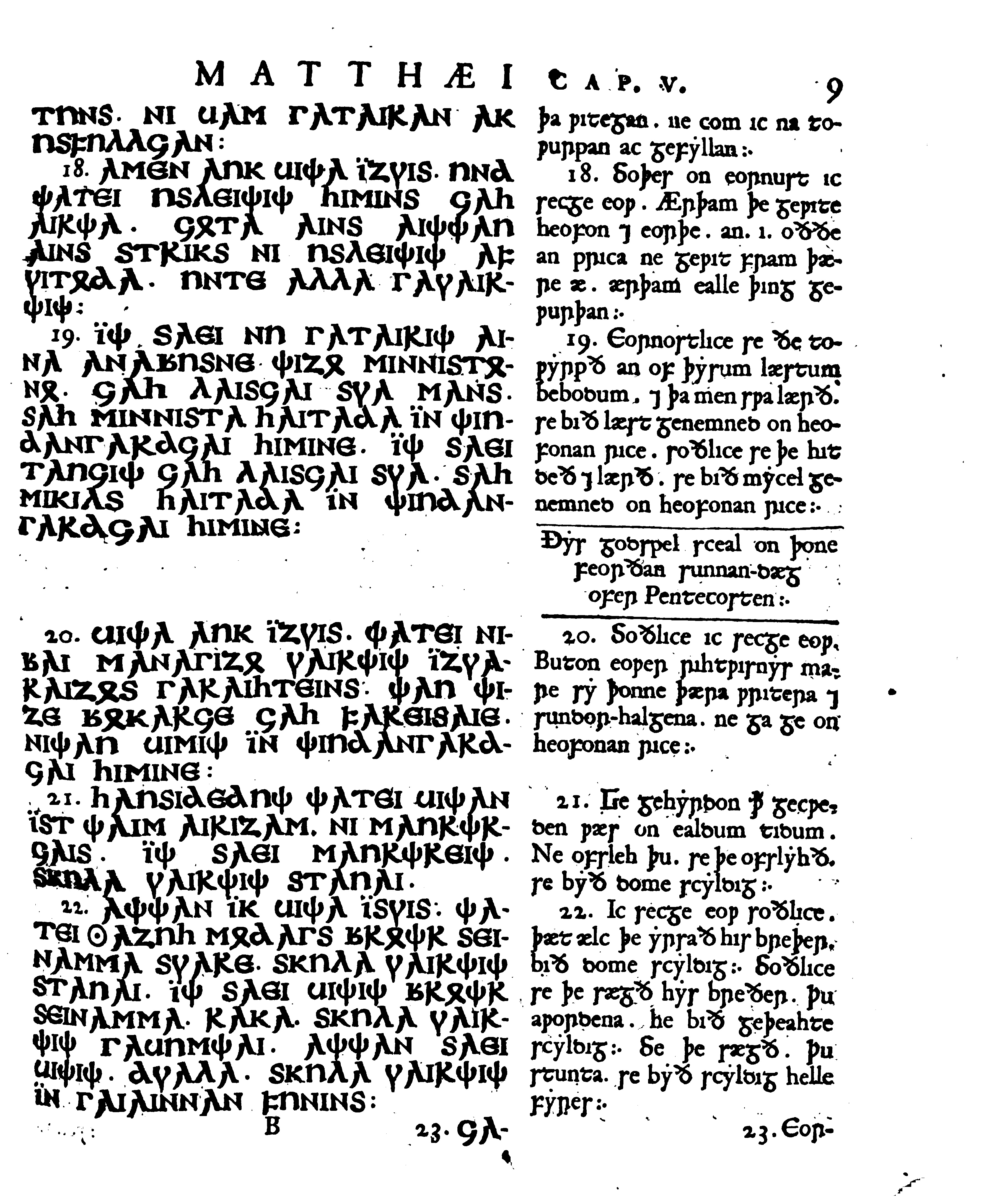
François Junius Quatuor Evangeliorum Versiones perantiquae duae, Gothica scil. & Anglo-Saxonica 1665 p 9

В цьому виданні всі сторінки та листи відповідають оригіналу. У 1684 році він випустив перевидання цього твору. У Юнія виникли деякі проблеми з підходом до порядку розташування Євангелій у кодексі, адже текст розділений відповідно до сучасного поділу на глави та вірші, але немає оригінального поділу згідно з розділами Аммонія та канонами Євсевія. При цьому не використано жодних абревіатур, тобто Nomina sacra — скорочення святих імен у грецьких та латинських біблійних рукописах. У 1671 році було випущено друге видання рукопису на основі звіту Деррера, видавцем якого був Георг Стірнхіелм. В результаті готичний текст був ідентичний до тексту стенограми рукопису Юнія, за винятком латинської транскрипції.
Видання Юнія і Стірнхіелма відкрили можливості для появи нової наукової дисципліни — готичної філології. Обидва видавці погано володіли знанням готичної граматики, тому серед науковців, які використовують ці видання, є підозри, що рукописи містять помилки та інформаційні прогалини. Обидва видання, засновані на звіті Деррера, мають абсолютно однакові помилки. Враховуючи ці застереження, архієпископ Ерік Бензелій (1675—1743) підготував нове видання. На відміну від своїх попередників, він мав філологічну підготовку, що дозволило заповнити прогалини в рукописі. Роботи Бензелію були опубліковані вже після його смерті.
Оскільки попередні видання не завжди були доступними для розуміння у використанні філологів, то Андерс Уппстрем вирішив підготувати ще одне видання, метою якого було задоволення їхніх потреб. Воно з'явилося у 1854 році, а в 1857 році було доповнене десятьма викраденими сторінками.
У 1908 році вийшло видання готської Біблії Вільгельма Стрейтберга (Die Gotische Bibel) з грецьким текстом зліва, призначеним для критиків тексту Нового Завіту. Грецький текст узятий з видання Германа фон Содена і узгоджується з готським текстом. Стрейтберг реконструював грецький текст на основі кодексів 07, 09, 011, 013, 028 та 031 Євангелія. Він також використав цитати Івана Золотоустого. Курт Аланд стверджував, що грецький текст відрізняється від готичного приблизно в ста місцях, і це одна з причин того, що готичний переклад рідко використовується в критичних виданнях Нового Завіту. У 1919 році було випущено друге переглянуте видання Стрейтберга, а у 2000 році вийшло сьоме видання, яке вже використовується в критичних виданнях грецького Нового Завіту.
У 1927 році з нагоди 450-річчя Упсальського університету було випущено фотографічне факсиміле. Це останнє і найважливіше факсиміле Кодексу, при його створенні застосовувались ультрафіолетові та рентгенівські промені, фільтри та коса експозиція. Видання призначене для палеографів. У 2010 році з нагоди висування кодексу до «Пам'яті світу» ЮНЕСКО було оцінено пам'ятку і зроблено висновок, що видання 1927 року все ще у задовільному стані.

### Дослідження
- Bigus, Marta (2011). Codex Argenteus and political ideology in the Ostrogothic kingdom (PDF). Lychnos: 7—27. Архів оригіналу (PDF) за 5 березня 2016. Процитовано 17 березня 2020.
- Bologna, Giulia (1995). Illuminated Manuscripts: The Book before Gutenberg. New York: Crescent Books. ISBN 0-500-23528-7.
- Jańczuk, Leszek (2015). Bóg dotrzymuje Słowa. Księga jubileuszowa prezbitera Konstantego Wiazowskiego (пол.). Warszawa: Wyższe Baptystyczne Seminarium Teologiczne w Warszawie | Wydawnictwo Uczelniane WBST |Wydawnictwo Słowo Prawdy. с. 77—85. ISBN 978-83-86586-38-7.
- Kleberg, Tönnes (1984). The Silver Bible at Uppsala. Uppsala: Uppsala University Library. ISBN 91-85092-20-7.
- McKeown, Simon (2005). Recovering the Codex Argenteus. David Klôcker Ehrenstrahl and Wulfila’s Gothic Bible (PDF). Lychnos: 9—28. ISSN 0076-1648. Архів оригіналу (PDF) за 12 січня 2014. Процитовано 17 березня 2020.
- Leo, F.A. (1857). Eine lesart im Codex argenteus (PDF). „Zeitschrift für vergleichende Sprachforschung auf dem Gebiete des Deutschen, Griechischen und Lateinischen”: 193—201. Архів оригіналу (PDF) за 12 січня 2014. Процитовано 17 березня 2020.
- Metzger, Bruce Manning (1977). Versions of the New Testament (англ.). Oxford: Clarendon Press. ISBN 0-19-826170-5.
- Munkhammar, Lars (2010). Codex Argenteus and its printed editions (PDF) (англ.). Wayback Machine. Процитовано 17.02.2020.
- Munkhammar, Lars (2011). The Silver Bible. Origins and history of the Codex argenteus (англ.). Uppsala: Selenas. ISBN 9789197960908.
- Tjäder, Jan-Olof (1972). Der Codex argenteus in Uppsala und der Buchmeister Viliaric in Ravenna (PDF) (нім.). „Studia Gotica”. с. 144—164. Архів оригіналу (PDF) за 19 жовтня 2016. Процитовано 20.02.2020.
- Tjäder, Jan-Olof (1974). Studier till Codex argenteus’ historia. 61  (швед.). Uppsala: „NTBB” Almqvist och Wiksell. с. 51—99.
- Marchand, James (2001). The Codex Argenteus: An Essay in Codicology, Part 2 (англ.). Florence: City and Book. Архів оригіналу за 18 лютого 2020. Процитовано 17 березня 2020.

### Зовнішні посилання
- Printed editions of the Silver Code [Архівовано 6 лютого 2020 у Wayback Machine.] Uppsala University Library
- Цифрова бібліотека проекту Wulfila, [Архівовано 6 січня 2021 у Wayback Machine.] присвячена вивченню готики
- Christian T. Petersen. The Complete Bibliography of the Codex Argenteus. Database of the Gothic Language. Процитовано 8 квітня 2013.
- Petersen, Christian T. The Complete Bibliography of the Codex Argenteus (англ.). Database of the Gothic Language [on-line]. Архів оригіналу за 6 серпня 2020.
- Munkhammar, Lars (1998). Codex Argenteus. From Ravenna to Uppsala. The wanderings of a Gothic manuscript from the early sixth century. 64th IFLA General Conference in Amsterdam August 16 – August 21 (англ.). Uppsala University Library. Архів оригіналу за 19 березня 2015. Процитовано 17.02.2020.
- Petersen, Christian T. (2000). Das Fragmentum Spirense (Codex von Speyer) [Фрагмент зі Шпаєра] (нім.). Concordance of Biblical Gothic von Magnús Snædal. Архів оригіналу за 31 січня 2020. Процитовано 20.02.2020.
- François Junius Quatuor Evangeliorum Versiones perantiquae duae, Gothica scil. & Anglo-Saxonica 1665 p.
- The Silver Bible (англ.). Uppsala University Library.
- Дороманський період (укр.). Архів оригіналу за 6 лютого 2020.